# Arman (plaats)
Arman (Russisch: Армань) is een plaats (nederzetting met stedelijk karakter) in het district Olski van de Russische oblast Magadan, gelegen aan de monding van de gelijknamige rivier Arman in de Chasyn, op 50 kilometer ten westen van de stad Magadan. De plaats heeft meerdere namen gehad. De huidige naam (naar de rivier) komt volgens een verklaring uit het Evenks en betekent iets als 'bron'. De plaats telde 1.421 inwoners bij de volkstelling van 2002 tegen 2.643 bij die van 1989.
De plaats ligt in een van de eerste gebieden aan de Zee van Ochotsk die werden bewoond door mensen: In 1951 werd bij opgravingen is een neolithische nederzetting gevonden aan de rivier de Ojra iets ten westen van de plaats. Aan de monding van de Arman woonden bij de komst van de Russen Korjaken. Eind 17e eeuw ontstond er een Evenkische nederzetting. Toen de 4000 kilometer lange route van Jakoetsk naar Petropavlovsk werd opengesteld, werd aan de inwoners 'hondensleebelasting' opgelegd. In 1896 woonden er 89 mensen.
Met de komst van het communisme werd er een 'kameraadschap' (tovarisjtsjestvo) opgericht voor de jacht en visserij. In 1932 werd deze omgevormd tot de kolchoz 'Ontwakend Noorden' (Proboezjenny Sever), die zich toe ging leggen op de rendierhouderij, pelsdierhouderij, veeteelt, visserij en teelt van gewassen. In 1960 werd de kolchoz omgevormd naar de sovchoz Armanski, die zich met name richtte op de pelsdierhouderij. In 1971 werd een possovjet (dorpsraad) opgezet. De visserij maakte in de jaren 1970 een crisis door, waarop werd besloten een aantal visserijbedrijven (uit Novostrojka, Ojra, Rybatsji en Spafarjeva) samen te voegen in Arman onder de naam 'Taoejvisserij', waar in 1976 een visverwerkende fabriek werd gebouwd.
Momenteel worden er veel koeien gehouden (ongeveer een derde van de koeien van het district). De pelsdierhouderij vormt een van de grootste van de oblast.